# بابانظر (تکاب)
بابانظر (تکاب)، روستایی از توابع بخش تخت سلیمان شهرستان تکاب در استان آذربایجان غربی ایران است.
روستای بابانظر ازتوابع شهرستان تکاب ،به فاصله ی45 کیلومتری ازجاده تخت سلیمان با تکاب فاصله دارد وازمسیر اغولبیگ فاصله ی این روستا با تکاب۲۷ کیلومتر میباشد. همچنین بابانظر به فاصله ۴ کیلومتری مجموعه تاریخی  تخت سلیمان ،در منطقه کوهستانی با طبیعت بهاری وتابستانی بسیار جذاب وزیباقراردارد. 
باتوجه به نزدیکی ۴کیلومتری این روستا به مجموعه میراث جهانی تخت سلیمان ،چندتا اقامتگاه هم برای میزبانی از توریست ها دایرشده است واین روستا توریست پذیرهم هست ومناظر زیبایی داخل روستا ازجمله پیری بلاغی وقیرق بلاغ زیبایی هایی دوچندان برابری به روستا داده است وهربینده ای را معطوف خود می کند،ودرضمن آشاغی باغ هم در منطقه زبان زد خاص وعام است ومخصوصا فصل بهار وتابستان کلی توریست از تمام منطقه وسایر شهرها دردل خود با توجه به زیبایی های خودجا می دهد،کوه معروف بلقیس نیز در این روستا میباشد.جمعیت ان حدود۱۱۰۰نفر میباشد. شغل اکثریت مردم روستا ،کشاورزی ودامپروری است،وفرش بافی (فرش افشار)هم یکی از شغل های دیرینه بانوان روستا است،بابانظردارای باغات سیب بامیوه هایی بسیار مرغوب وممتاز است،سیب های این باغها جزءبرترین وباکیفیت ترین سیب هاست.همچنین سایر میوه های این باغها شامل،گلابی ،زرد آلو ،هلو، گیلاس ،آلبالو ،گردو٫سیب  ،آلوچه،و... میباشد،روستا در فصل بهار وتابستان دارای آب وهوای یسیار معتدل وخنک وطبیعتی بسیار بکر وزیباست،انواع گلهایی  که برنگهای مختلف هربیننده را به خود جذب میکنند تک تک انواع مختلف چای وگیاهان دارویی را میتوان در دل طبیعت اینجا یافت ختمی،گل گاوزبان،نعنا کوهی، پونه ،کاسنی اسطوخدوس،چای چوپان ،مرزه،بهارنارنج ،بابونه وخیلی از ارقام دیگرکه انشاالله در بصورت تخصصی در بخش گیاهان دارویی وعرقیات گیاهی بابانظر خواهیم آورد.محصولات دامی ولبنی این منطقه بدلیل وجود گیاهان غنی ودارویی مختلف همانگونه که در بالاذکر شد سبب کیفیت بسیار بالای این محصولات شده است.قله وقلعه ی بلقیس که بلندترین کوه منطقه بشمار میرد و دراین روستا واقع است در دوره های ایلخانیان وآذر گشنسب وهخامنش و.... قلعه ی دیدبانی بوده است.
امکانات رفاهی و...:
دارای 2مدرسه ابتدایی دبستان عدالت وراهنمایی13آبان،
خانه بهداشت روستایی که امکانات اولیه ومعاینات اولیه در آن صورت میگیرد.
پست بانک،
روستای دارای برق، آب وتلفن جی اس ام بوده وخطوط همراه اول نیز انتن دهی دارد.
خوشبختانه ۹۰٪کارهای مربوط به گازکشی هک صورت گرفته وفقط افتتاحیه آن کلید نخورده تا اینکه همه خانوارازامتیازگازشهری هم برخوردار شوندولی فعلاجهت پخت وپز ازگاز مایع وجهت سیستم گرمایشی در زمستان از بخاری نفتی استفاده میشود.
باتوجه به حمایت دولت ووامهای نسبتا خوبی که جهت مسکن روستایی تخصیص یافت اکثریت بافت منازل روستا نوسازی شده وحتی شهرک جدیدی با بافت های به روز ومهندسی سازایجاد شده که تعداد خانوار وجمعیت روستایی هم رو به بالا است.
عمده مشکل جوانان منطقه بیکاری ونبود تفریحات سالم بوده وبهمین دلیل اکثر جوانان منطقه به شهرهای دیگر مهاجرت کرده اند.البته طی سالهای گذشته با توجه به افزایش امکانات شاید بتوان با اندکی توجه وحمایت مسئولین جلوی بسیاری از مهاجرت هایی که بدلیل بیکاری صورت می پذیرد را گرفت.
دربخش کشاورزی ودامپروی وحتی صنایع تبدیلی محصولات کشاورزی ودامی مسئولین منطقه بویژه جهاد کشاورزی با آموزش و حمایت جوانان روستا میتوانند درجهت جلوگیری از مهاجرت های ناشی از بیکاری بسیار مفید باشند.

## جمعیت
این روستا در دهستان چمن قرار دارد و براساس سرشماری مرکز آمار ایران در سال ۱۳۸۵، جمعیت آن ۶۷۹ نفر (۱۴۶ خانوار) بوده‌است.